# Tezpur
Tezpur is de hoofdstad van het district Sonitpur in de Indiase staat Assam. De stad ligt bij de noordelijke oever van de grote rivier Brahmaputra. 
De stad heeft een lange geschiedenis. Bekende inwoners zijn Jyotiprasad Agarwala, Bishnu Rabha en Nipon Goswami.
De stad is de zetel van het rooms-katholieke bisdom Tezpur.

## Demografie
Volgens de Indiase volkstelling van 2001 wonen er 58.240 mensen in Tezpur, waarvan 52% mannelijk en 48% vrouwelijk is. De plaats heeft een alfabetiseringsgraad van 83%. 